# Drijver (hulpmiddel)

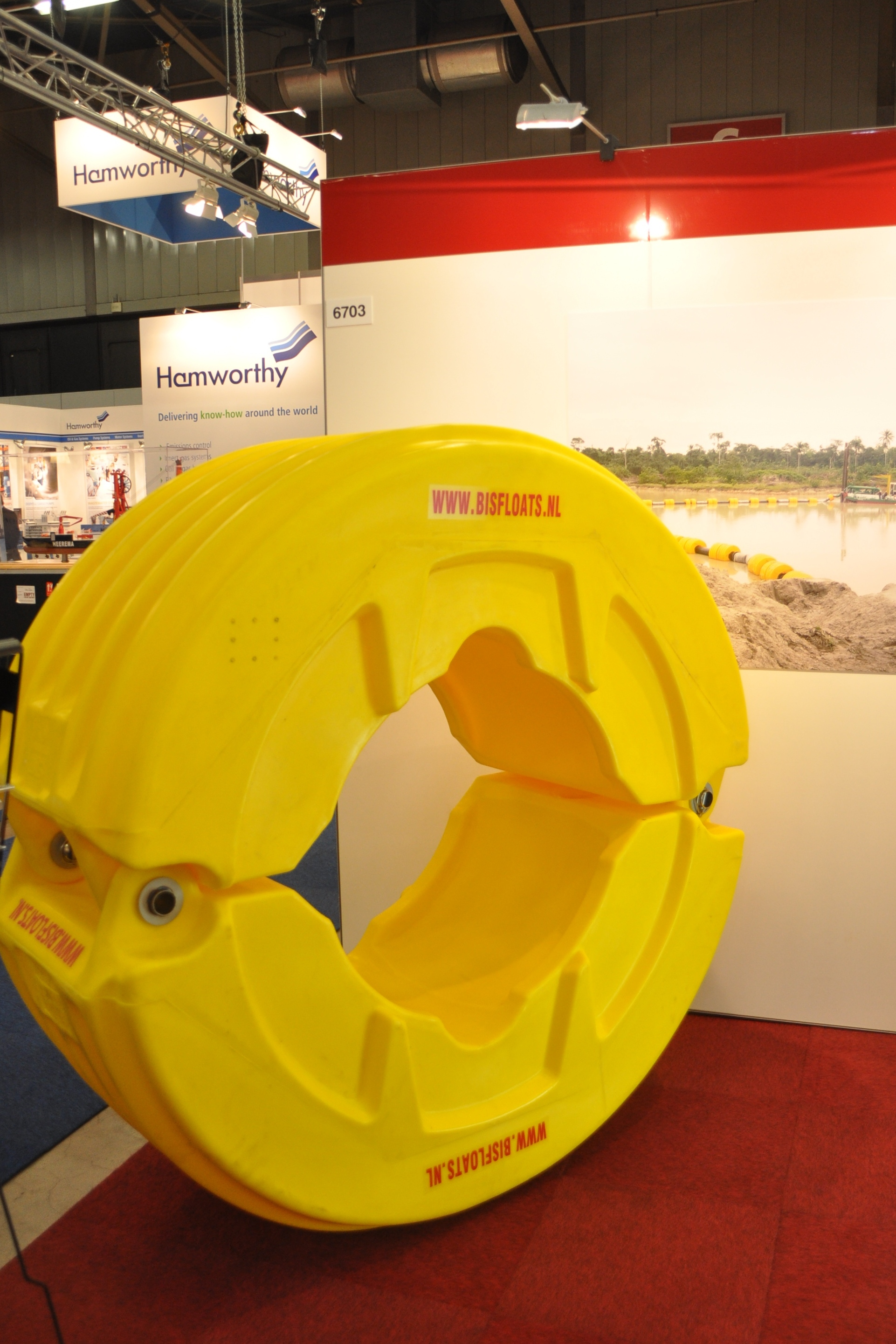
Drijver voor buisleidingen

Een drijver is een voorziening om iets op een vloeistof te laten drijven. Vaak om iets boven water te houden. Een ander woord voor drijver is dobber. Welk woord wordt gebruikt hangt van de toepassing af: 
- Bij vloeistofmetingen kan door middel van een drijver het niveau worden gemeten
- Bij de zwemsport kunnen de lijnen tussen de banen ermee zichtbaar blijven.
- Drijvers maken het mogelijk om door middel van buisleidingen zandtransport over water te doen
- Bij het hengelen maakt men gebruik van dobbers om het aanslaan van een vis aan de haak te kunnen constateren
- Een drijfelement in een stortbak maakt het mogelijk de watertoevoer te regelen.
- Een watervliegtuig is uitgerust met drijvers (die dan vaak pontons worden genoemd), zodat het op het water kan landen en drijven. Ook helikopters kunnen hiervan zijn voorzien. Soms zijn in of naast de drijvers ook nog wielen gemonteerd die tevens landen op en opstijgen vanaf land mogelijk maken.